# Mikhail Lysov
Mikhail Pavlovich Lysov (tiếng Nga: Михаил Павлович Лысов; sinh ngày 29 tháng 1 năm 1998) là một cầu thủ bóng đá người Nga thi đấu ở vị trí hậu vệ trái hoặc tiền vệ chạy cánh cho Lokomotiv Moskva.

## Sự nghiệp câu lạc bộ
Anh có màn ra mắt tại Giải bóng đá ngoại hạng Nga cho F.K. Lokomotiv Moskva vào ngày 18 tháng 7 năm 2017 trong trận đấu với F.K. Arsenal Tula.

## Danh hiệu

### Câu lạc bộ
Lokomotiv Moskva
- Giải bóng đá ngoại hạng Nga: 2017–18

## Thống kê sự nghiệp

### Câu lạc bộ
Tính đến 13 tháng 5 năm 2018
| Câu lạc bộ       | Mùa giải  | Giải vô địch                | Giải vô địch | Giải vô địch | Cúp     | Cúp       | Châu lục | Châu lục  | Tổng cộng | Tổng cộng |
| Câu lạc bộ       | Mùa giải  | Hạng đấu                    | Số trận      | Bàn thắng    | Số trận | Bàn thắng | Số trận  | Bàn thắng | Số trận   | Bàn thắng |
| ---------------- | --------- | --------------------------- | ------------ | ------------ | ------- | --------- | -------- | --------- | --------- | --------- |
| Lokomotiv Moskva | 2017–18   | Giải bóng đá ngoại hạng Nga | 13           | 0            | 1       | 0         | 5        | 0         | 19        | 0         |
| Lokomotiv Moskva | Tổng cộng | Tổng cộng                   | 13           | 0            | 1       | 0         | 5        | 0         | 19        | 0         |